# Valkiaisjärvi (sjö i Siikalatva, Norra Österbotten, Finland)
Valkiaisjärvi eller Valkiaisenjärvi är en sjö i Finland. Den ligger i kommunen Siikalatva i landskapet Norra Österbotten, i den centrala delen av landet, 500 km norr om huvudstaden Helsingfors. Valkiaisenjärvi ligger 85,8 meter över havet. I omgivningarna runt Valkiaisjärvi växer i huvudsak blandskog. Arean är 40,7 hektar och strandlinjen är 2,67 kilometer lång. Sjön  ingår i Siikajokis huvudavrinningsområde. 